# Edinakowci (Macedonia Północna)
Edinakowci, stosowana jest też nazwa Edinakowo (mac. Единаковци, Единаково) – wieś w Macedonii Północnej położona w gminie Demir Hisar. Według danych z 2002 roku, wieś zamieszkiwało 338 osób (173 mężczyzn i 165 kobiet), co stanowiło 3,56% ludności całej gminy.